# 曾黃蓮華
曾黃蓮華是前財政司司長曾俊華的妻子。曾任護士的曾黃蓮華，於美國波士頓結識，婚後育有一子一女。

## 軼事
2017年2月14日，曾俊華行政長官競選辦公室在社交網絡Facebook發佈了一段影片。 曾黃蓮華於影片內細說由波士頓結識曾俊華至到現在的事件，更拿出了曾俊華親手做給她的定情信物。曾俊華更在貼文上寫上「今日不談一國兩制，只談一生一世」和「＃YouAlwaysAgreeWithYourWife」，明顯嘲弄較早前林鄭月娥上載其丈夫送給她的「一國兩制情書」。  